# 石垣市立八重山博物館
石垣市立八重山博物館（いしがきしりつやえやまはくぶつかん）は、沖縄県石垣市にある市立博物館である。

## 概要
本土復帰記念事業として石垣市役所旧庁舎跡に建設され、1972年（昭和47年）10月に開館。1983年（昭和58年）には沖縄県立博物館（2006年3月に閉館）に続き、沖縄県内で2番目の登録博物館となった。

## 文化財

### 重要文化財
- 八重山蔵元絵師画稿類（宮良安宣旧蔵）90点[5]

## 新博物館構想
石垣市は1995年（平成7年）6月に新博物館の基本構想を策定し、候補地を前勢岳山麓の石垣市第1苗畑及び隣接地とすること等を決定していたが、実現していなかった。
収蔵品の増加に伴い施設が狭隘化しているため、かつての基本構想を見直し、2014年度（平成26年度）に改めて新博物館の基本構想が策定された。そして、2015年度（平成26年度）以降に基本計画を検討する予定であったが、予算措置が認められずに中断し、整備スケジュールは未定のままである。
なお、石垣市が2012年（平成24年）3月にまとめた旧石垣空港の跡地利用計画では、博物館の移転等を想定して空港跡地の北部に歴史・文化ゾーンを設けることが盛り込まれている。

## 利用情報
- 開館時間 - 9:00-17:00[8]
- 休館日
  - 毎週月曜日（月曜日が祝日の場合は翌日まで休館）
  - 祝日
  - 年末年始（12月29日-1月3日）
  - 燻蒸及び展示替の日
- 観覧料
  - 常設展
    - 大人 - 200円
    - 学生（中学生以上） - 100円

20名以上の団体は2割引
  - 企画展 - 無料

### 交通
- バス - 博物館前停留所下車[8]